# کارل ویلهلم گوتلاب کاستنر
کارل ویلهلم گوتلاب کاستنر (آلمانی: Karl Wilhelm Gottlob Kastner؛ زاده ۷ مارس ۱۷۸۳ درگذشته ۷ مارس ۱۸۵۷) یک شیمی‌دان اهل آلمان بود.

## زندگینامه
کاستنر در سال ۱۸۰۵ دکترای خود را تحت راهنمایی یوهان گوتلینگ دریافت کرد و شروع به سخنرانی در دانشگاه ینا کرد. او در سال ۱۸۱۲ به سمت استادی در دانشگاه هاله رفت. در سال ۱۸۱۸ او به دانشگاه بن نقل مکان کرد، جایی که او شیمیدان معروف یوستوس لیبیگ را راهنمایی کرد. او سپس در تابستان ۱۸۲۱به دانشگاه ارلانگن رفت، و تا پایان عمر حرفه‌ای خود در آنجا باقی ماند.
کارل ویلهلم گوتلوب کاستنر در گریفنبرگ در پومرن به عنوان پسر یوهان فردریش گوتلوب کاستنر که معلم و مدیر مدرسه گریفنبرگ و کشیش پروتستان بود به دنیا آمد. پس از آواره شدن پدرش به Swinemünde، کاستنر تحصیلات حرفه ای خود را در یک داروخانه در سال ۱۷۹۸ آغاز کرد. سه سال بعد، او به برلین سفر کرد تا به عنوان دستیار داروساز کار کند و از سخنرانی‌های دانشگاه برلین بازدید کند. در سال ۱۸۰۲ کاستنر دستیار سخنرانی پروفسور بورگنت در زمینه فیزیک تجربی و شیمی تجربی شد. در سال ۱۸۰۴ تحصیل در رشته علوم طبیعی را در دانشگاه ینا آغاز کرد. در طول تحصیل، او قبلاً شیمی را تدریس می کرد. کاستنر دکترای خود را در سال ۱۸۰۵ تحت راهنمایی یوهان گوتلینگ دریافت کرد و شروع به تدریس در دانشگاه ینا کرد. در همان سال برای تدریس در فیزیک و شیمی به دانشگاه هایدلبرگ رفت. او در سال ۱۸۱۲ در دانشگاه هاله استاد شد. در سال ۱۸۱۲تا ۱۸۱۳ فعالیت های آموزشی خود را قطع کرد تا به عنوان سرپرست و دکتر چهار بیمارستان به خدمت داوطلبانه نظامی بپردازد. در سال ۱۸۱۸ به دانشگاه بُن نقل مکان کرد. در آنجا به ریاست دانشکده فلسفه برگزیده شد. در سال ۱۸۲۱ او دوباره، تا حدی به دلایل سیاسی، به دانشگاه ارلانگن رفت، و تا پایان عمر حرفه‌ای خود در آنجا ماند. در آنجا فیزیک و شیمی نیز تدریس کرد. لیبیگ که برای مطالعه با کاستنر به بن آمده بود، به دنبال او به ارلانگن رفت و دکترای خود را در سال ۱۸۲۲ دریافت کرد. کاستنر همچنین به لیبیگ کمک کرد تا از لودویگ اول، دوک بزرگ هسن-دارمشتات، کمک مالی دریافت کند تا زیر نظر گی-لوساک در پاریس تحصیل کند. .
بسیاری از موقعیت های آکادمیک کاستنر نه تنها به تدریس شیمی، بلکه به تدریس ریاضیات، جانورشناسی، فیزیک، کانی شناسی، زمین شناسی و داروسازی نیز نیاز داشت.
کاستنر امروزه بیشتر به عنوان معلم شیمیدان یوستوس فون لیبیگ شناخته می شود.